# Kavinova deska
Kavinova deska (též Kavinův pomník) se nachází na trase modře značené turistické stezky, známé také jako Kavinova cesta, vedoucí z Pece pod Sněžkou na Sněžku. Představuje ji pamětní deska zasazená do kamene v místě, kde měly být rozptýleny ostatky botanika Karla Kaviny (1890–1948), který se výrazně podílel na vzniku Krkonošského národního parku (KRNAP). V okolí cesty pak často roste violka žlutá sudetská.